# Santiago Arata
Santiago Arata Perrone (Uruguay, 2 de septiembre de 1996), más conocido como Santiago Arata, es un jugador profesional uruguayo de rugby que se desempeña en la posición de medio scrum en Castres Olympique, equipo perteneciente a la liga Top 14.

## Carrera
Comenzó su carrera deportiva con el equipo Houston SaberCats, en el cual jugó una temporada (2018-2019), después pasó a Peñarol Rugby (2019-2020), luego a Castres Olympique, donde lleva jugando cuatro temporadas.